# Stefano Casertano

Stefano Casertano (2013)

Stefano Casertano (* 1978) ist ein italienischer Regisseur, Drehbuchautor und Filmproduzent.

## Leben
Casertano promovierte bei Harald Fuhr „Magna cum Laude“ in Internationaler Politik an der Universität Potsdam und erwarb einen MBA von der Columbia University in New York.
Er wurde 2010 vom Rat für die Beziehungen zwischen den Vereinigten Staaten und Italien als „Italian Leader“ und 2011 vom Aspen Institute als „Junior Fellow“ ausgezeichnet. Zudem ist er Alumnus des Venice Biennale College for Virtual Reality.
Seit 2002 produziert er Filme. Er ist auch als Buchautor in Erscheinung getreten.
Casertano lebt seit 2006 in Berlin.

## Filmkarriere
Sein erster Dokumentarfilm, The Last Days of Tacheles, erhielt eine Lobende Erwähnung bei den International Berlin Film Awards.
Sein Dokumentarfilm Gente di amore e Rabbia aus dem Jahr 2016 gewann das DocFeed Film Festival in Eindhoven und erhielt eine besondere Erwähnung der Jury beim Rome Independent Film Festival.
Casertano war Koproduzent des Films La mafia non è più quella di una volta von Franco Maresco, der 2019 bei den Internationalen Filmfestspielen von Venedig – La Biennale di Venezia – mit dem „Silbernen Löwen“ als Spezialpreis der Jury ausgezeichnet wurde.
Im Jahr 2021 wurde sein VR-Projekt Tales of the March von der Biennale di Venezia für das „Biennale College VR“ ausgewählt und erhielt Unterstützung vom Medienboard Berlin-Brandenburg. Das Projekt wurde 2023 Teil der offiziellen Auswahl der 80. Mostra del Cinema di Venezia.
Sein Film Il Poeta che volle farsi Re, der dem Dichter Gabriele D’Annunzio und seiner „Impresa di Fiume“ gewidmet ist, wurde von Cinecittà - Luce und der Fondazione Vittoriale degli Italiani produziert, mit der Teilnahme des Historikers Giordano Bruno Guerri und des Kunstkritikers Vittorio Sgarbi. Der Film wurde im Vittoriale degli Italiani anlässlich des 100. Jahrestags der „Impresa di Fiume“ präsentiert.
2025 drehte er als Regisseur und Drehbuchautor den Spielfilm Elena’s Krieg mit Micaela Ramazzotti in der Hauptrolle. Produziert wurde der Film von Titanus, Rai Cinema und Masi Film.
2025 erhielt sein Drehbuch Comandante Diavolo für Groenlandia Production eine selektive Produktionsförderung und wird von Matteo Rovere verfilmt.

## Filmografie (Auswahl)
(Quelle: Crew United)
- The last days of Tacheles (2014) – Dokumentarfilm, – Drehbuch und Regie
- C’era una volta un mare (2015) – Dokumentarfilm, – Drehbuch und Regie
- People of Love and Rage (2016) – Docufiction, Schwarz-Weiß, – Drehbuch und Regie
- The Poet who would be King (2022) – Dokumentarfilm, – Produzent und Regisseur
- American Ring (2022) – Dokumentarfilm – Produzent und Regisseur
- Tales of the March (2023) – Kurzfilm, – Produzent und Regisseur

## Narrative Bücher
- Lavorare è un lusso. Roman. Edizioni Progetto Cultura, 2006, ISBN 88-6092-084-1.
- A morte Toscanini! Roman. Bertoni Editore, 2024, ISBN 978-88-553-5814-9.

## Sachbücher
- Sfida all'ultimo barile, Francesco Brioschi Editore, 2008, ISBN 978-88-95399-22-5.
- La guerra del clima, Francesco Brioschi Editore, 2010, ISBN 978-88-95399-45-4.
- Our Land, Our Oil!: Natural Resources, Local Nationalism, and Violent Secession, Springer, 2012, B00I6287KE
- La Terza Rivoluzione Digitale, Baldini+Castoldi, 2023, ISBN 979-12-5494-099-0.